# Mordellistena andreae ustulata
Mordellistena andreae ustulata es una subespecie de coleóptero de la familia Mordellidae.

## Distribución geográfica
Habita en  Estados Unidos.